# Camden Haven
Camden Haven – miasto w Australii, w stanie Nowa Południowa Walia, nad Oceanem Spokojnym.